# Glatik
Glatik is een bestuurslaag in het regentschap Gresik van de provincie Oost-Java, Indonesië. Glatik telt 861 inwoners (volkstelling 2010).